# Madesjö landskommun
Madesjö landskommun var en tidigare kommun i Kalmar län.

## Administrativ historik
Vid de svenska kommunalförordningarnas ikraftträdande den 1 januari 1863 inrättades i Madesjö socken i Södra Möre härad denna kommun
25 april 1879 bröts municipalköpingen Nybro ut för att bilda en egen köpingskommun, Nybro köping. År 1897 bröts Örsjö ut för att bilda Örsjö landskommun.
Vid kommunreformen 1952 blev Madesjö en så kallad storkommun genom att Örsjö återförenades med kommunen samtidigt som Kristvalla landskommun fördes till Madesjö.
Den 1 januari 1954 överfördes från Madesjö och Madesjö församling till Nybro stad och Nybro församling ett område med 463 invånare och omfattande en areal av 8,32 km², varav 8,30 km² land.
Madesjö kom att ingå i Nybro kommunblock och lades 1969 samman med dåvarande Nybro stad, sedan 1971 Nybro kommun.

### Kyrklig tillhörighet
I kyrkligt hänseende tillhörde kommunen Madesjö församling. Den 1 januari 1952 tillkom församlingarna Kristvalla och Örsjö.

## Kommunvapen
Blasonering: I blått fält en störtad spets av guld, belagd med ett ospänt blått armborst och åtföljd på vardera sidan av en parallellt med spetsens sida ställd värja av guld med avbruten klinga, den på sinister sida sinistervänd.
Vapnets armborst återgår på Södra Möre härads gamla sigill från 1568. Det utformades av Svenska Kommunalheraldiska Institutet och fastställdes den 6 november 1952.

## Geografi
Madesjö landskommun omfattade den 1 januari 1952 en areal av 501,21 km², varav 493,25 km² land.

### Tätorter i kommunen 1960
| Tätort        | Folkmängd |
| ------------- | --------- |
| Madesjö       | 564       |
| Örsjö         | 348       |
| Flygsfors     | 333       |
| Flerohopp     | 256       |
| Nybro, del av | 112       |

Tätortsgraden i kommunen var den 1 november 1960 27,6 procent.

## Politik

### Mandatfördelning i valen 1938-1966
| 2 | 12 | 16 |

| 28 |

| 2 | 8 | 10 | 5 |

| 24 |

| 2 | 8 | 11 | 4 |

| 24 |

|  | 15 | 16 | 2 | 6 |

| 38 |

| 2 | 14 | 14 | 2 | 8 |

| 38 |

|  | 14 | 15 |  | 9 |

| 35 |

|  | 14 | 16 | 2 | 7 |

| 36 |

| 2 | 13 | 14 | 2 | 2 | 7 |

| 37 |